# Miss Marple's Final Cases and Two Other Stories
Miss Marple's Final Cases and Two Other Stories is een boek met acht kort verhalen geschreven door Agatha Christie. De bundeling werd in 1979 uitgegeven door Collins Crime Club. Alle verhalen waren in Nederland voor het verschijnen van dit werk al opgenomen in verschillende verhalenbundels. 

## Verhalen
| Engelse titel                | Bundel USA                         | Nederlandse titel                     | Nederlandse bundel                    |
| ---------------------------- | ---------------------------------- | ------------------------------------- | ------------------------------------- |
| Sanctuary                    | Double Sin and Other Stories       | Het toevluchtsoord                    | Het Regatta-mysterie (1974)           |
| Strange Jest                 | Three Blind Mice and Other Stories | Het suikeroompje                      | Jane zoekt een baan (1966)            |
| Tape-Measure Murder          | Three Blind Mice and Other Stories | Moord met het meetlint                | De muizeval en andere verhalen (1963) |
| The Case of the Caretaker    | Three Blind Mice and Other Stories | Het geval van de huisbewaardster      | De muizeval en andere verhalen        |
| The Case of the Perfect Maid | Three Blind Mice and Other Stories | Het geval van de volmaakte dienstbode | De muizeval en andere verhalen        |
| Miss Marple Tells a Story    | The Regatta Mystery                | Miss Marple vertelt                   | 5e vijfling (1969)                    |
| The Dressmaker's Doll        | Double Sin and Other Stories       | De pop                                | Het wespennest (1957)                 |
| In a Glass Darkly            | The Regatta Mystery                | Wurger in spiegelbeeld                | Het Regatta-mysterie                  |